# Красаускас, Стасис Альгирдович
Ста́сис А́льгирдович Краса́ускас (лит. Stasys Algirdo Krasauskas, 1 июня 1929, Каунас, Литва — 10 февраля 1977, Москва) — литовский советский график и педагог, лауреат Государственной премии СССР (1976), народный художник Литовской ССР (1977).

## Биография
Родился 1 июня 1929 года в Каунасе. Там же окончил среднюю школу. В 1948—1952 годах учился в Вильнюсском государственном институте физкультуры и спорта. Неоднократно завоёвывал звание чемпиона Литовской ССР по плаванию в различных стилях на разные дистанции.
Художественное образование получил в Художественном институте Литовской ССР в Вильнюсе (1952—1958). С 1961 года преподавал в Художественном институте.
Был близким другом поэта Р. И. Рождественского.
Умер от рака гортани 10 февраля 1977 года в Москве в онкологическом институте имени П. А. Герцена. Похоронен на Антакальнисском кладбище в Вильнюсе (координаты могилы 54°41′57.43″N 25°19′18.53″E).

## Творчество
Создавал в различных техниках (ксилография, литография, линогравюра, офорт) станковые гравюры и иллюстрации к литературным произведениям. Произведениям свойственна метафоричность, лаконизм и экспрессия белых линий на чёрном фоне.
С 1959 года участвовал в выставках в Литве и за её пределами. Состоялось более 30 персональных выставок в Москве, Кракове, Софии, Белграде, Магдебурге и других городах мира.
К наиболее известным произведениям Красаускаса относится линогравюра «Юность» (1961), использованная в качестве эмблемы журнала «Юность» (девичье лицо с тонкими, гибкими ивовыми ветвями вместо волос). Она воспроизведена и на надгробии художника.
Автор циклов иллюстраций к поэмам Ю. Марцинкявичюса «Кровь и пепел» (ксилография, 1960), «Стена» (автоцинкография, 1969), к книге стихов Э. Межелайтиса «Человек» (ксилография, 1961—1962), к книгам Э. Межелайтиса «Кардиограмма», «Авиаэтюды», к книге А. Т. Венцловы «Знаешь ли ты тот край?» (1964), а также к поэме Р. И. Рождественского «Реквием» (1961), «Сонетам» У. Шекспира (автоцинкография, 1966), «Песне песней», поэме В. В. Маяковского «Владимир Ильич Ленин» (1970).
Среди других работ — цикл серия гравюр «Движение» (1971), цикл эстампов «Вечно живые» (1975).
В основу цикла «Вечно живые» лёг сюжет фрески, созданной неизвестным германским художником на фасаде кирхи в Зеленополье (Калининградская область), фреска посвящена памяти погибших в Первой мировой войне.

## Фильмография
В качестве актёра снялся в эпизоде одного фильма:
- 1962 — Шаги в ночи / Žingsniai naktį — Саша

## Награды и звания
- орден «Знак Почёта»
- Бронзовая медаль на Международной выставке книжного искусства в Лейпциге (1962) — за иллюстрации к книге Э. Межелайтиса «Человек»
- Государственная премия Литовской ССР (1965) — за иллюстрации к книге Э. Межелайтиса «Человек»
- заслуженный деятель искусств Литовской ССР (1968)
- Государственная премия СССР (1976) — за цикл гравюр «Вечно живые» (1973—1975)
- народный художник Литовской ССР (1977)